# Anaheim Ducks
O Anaheim Ducks é um time profissional de hóquei no gelo da cidade de Anaheim, Califórnia, Estados Unidos. Ele é membro da Divisão do Pacífico da Conferência Oeste da National Hockey League (NHL). O Ducks disputa seus jogos no Honda Center, conhecido anteriormente como Arrowhead Pond of Anaheim.
O time foi fundado em 1993 pela The Walt Disney Company como Mighty Ducks of Anaheim, um nome baseado no filme The Mighty Ducks, que teria duas continuações -- o uniforme original do time inclusive seria utilizado pelo Ducks fictício em D2: The Mighty Ducks -- e que daria origem ao desenho Mighty Ducks. A Disney vendeu a franquia em 2005 para Henry e Susan Samueli, que mudaram o nome do time para Anaheim Ducks antes da temporada 2006-07. Em seus 20 anos de existência, o Ducks chegou aos playoffs oito vezes, vencendo a Conferência Oeste duas vezes e a Copa Stanley uma vez, em 2007.

## História da Franquia

### A Era da Walt Disney Company (1993-2005)
Em dezembro de 1992, a NHL deu duas franquias que começariam a jogar na temporada seguinte, uma em Miami para o cofundador da Blockbuster Inc., Wayne Huizenga -- que se tornaria o Florida Panthers -- e outra em Anaheim para a Walt Disney Company, que  batizaria a equipe Mighty Ducks of Anaheim (numa tradução para o português, Patos Poderosos de Anaheim), inspirado no filme The Mighty Ducks, em que um grupo de garotos desajeitados transforma seu fracassado time de hóquei infantil em uma equipe vencedora. A Disney subsequentemente produziu o desenho animado Os Superpatos, com uma equipe de hóquei no gelo fictícia chamada Superpatos de Anaheim, composta por patos antropomórficos, liderados pelo superpato Wildwing, goleiro do time.
O clube usaria uma arena a ser construída na cidade, localizada a nordeste do Angel Stadium, casa do Los Angeles Angels of Anaheim, a uma pequena distância da Disneylândia. A Anaheim Arena, logo apelidada "The Pond" (A Lagoa) pelo nome da equipe, foi fundada em julho de 1993 e teria seus direitos de uso do seu nome originalmente cedidos à Arrowhead Water e rebatizada Arrowhead Pond (em 2006 receberia o nome atual Honda Center, quando a Honda comprou os direitos por 15 anos).

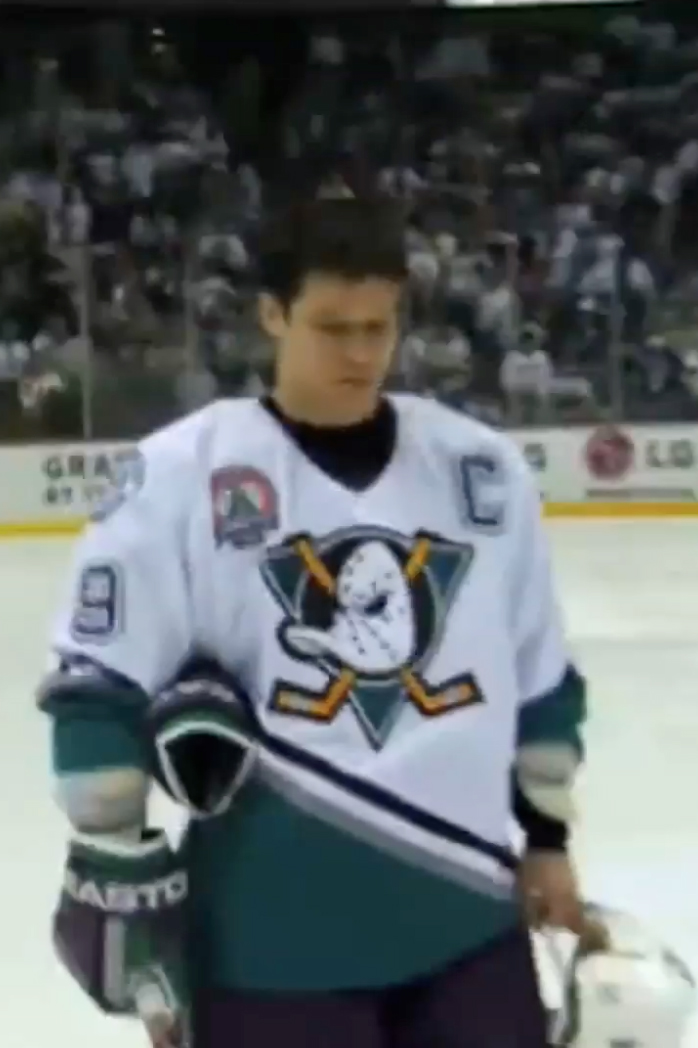
Paul Kariya foi capitão do Mighty Ducks entre 1996 e 2003.

Em sua primeira temporada, o Ducks não chegou aos playoffs, mas, junto com o Panthers, conseguiu os melhores números de um time novato. Antes da temporada seguinte, recebeu um atacante recrutado no ano anterior que se tornaria a estrela da equipe, Paul Kariya, mas acabaria em último no Oeste. A sorte do Ducks começou a mudar em 7 de fevereiro de 1996, quando em uma grande troca com o Winnipeg Jets, recebeu os atacantes Marc Chouinard e Teemu Selanne. Kariya, Chouinard e Selanne tornaram-se uma das mais fortes linhas de seu tempo, completando um ao outro e aumentando as chances de classificação aos playoffs -- o time empatou em pontos com o Jets, que se classificou por ter uma vitória a mais. O Ducks chegou à pós-temporada pela primeira vez na temporada 1996-97 da NHL, na qual venceu a primeira rodada contra o Phoenix Coyotes (nova encarnação do Jets) para em seguida ser varrido em quatro jogos pelo Detroit Red Wings na segunda rodada. O Ducks não se classificou aos playoffs em 1998, mas tornou a se classificar ao terminar a temporada 1998-99 em sexto lugar na Conferência Oeste, sendo novamente varrido pelo Red Wings, dessa vez na primeira rodada.
O Ducks ficaria quatro anos sem alcançar os playoffs novamente, com Selanne migrando para o rival San Jose Sharks em 2001. Na temporada 2002-03 da NHL, o Ducks, sob o técnico Mike Babcock e com grandes atuações do goleiro Jean-Sebastien Giguere, conseguiu um surpreendente título do Oeste derrotando os então campeões Red Wings, Dallas Stars e Minnesota Wild, no percurso para a final da Copa Stanley. O título, porém, não viria, com uma difícil série de sete jogos contra o New Jersey Devils terminando com uma derrota por 3-0. Por suas grandes atuações na pós-temporada, Giguere conquistou o Troféu Conn Smythe como Jogador Mais Valioso dos playoffs. Ele tornou-se o quinto jogador e quarto goleiro na história da NHL a vencer o troféu como membro do time perdedor. Giguere teve uma marca de 15 vitórias e 6 derrotas, com 7 vitórias e nenhuma derrota na prorrogação, uma média de gols sofridos de 1,62, uma porcentagem de defesas de 0,945 e um recorde de 168 minutos e 27 segundos consecutivos sem tomar gols na prorrogação.

### Era pós-Disney e Campeonato da Copa Stanley 2007 (2005-presente)
Durante o verão de 2004, enquanto a NHL e a NHL Players Association (NHLPA, a Associação de Jogadores da NHL) travavam uma batalha trabalhista culminando em um longo locaute, a Disney tentou vender o time, mas teve uma oferta de 40 milhões de dólares, aquém de suas intenções, mais baixo que o valor inicial da franquia. Em 2005, o cofundador da Broadcom, Henry Samueli, de Irvine, e sua esposa, Susan, compraram o Mighty Ducks por um valor de US$75 milhões. Os Samuelis mantiveram o time em Anaheim, diferentemente do que Arturo Moreno fez quando comprou o time de beisebol Los Angeles Angels of Anaheim da Disney e resolveu transformar o time em uma franquia situada em Los Angeles.
Brian Burke, ex-gerente-geral do Vancouver Canucks, foi designado gerente-geral e vice-presidente executivo do Mighty Ducks em 20 de junho de 2005. O Ducks teve a segunda escolha geral do recrutamento de 2005 e selecionou o jovem atacante estadunidense Bobby Ryan, hoje um dos promissores jogadores da equipe.
Para a temporada 2005-06, a primeira após o locaute, o Ducks trouxe de volta o ponta direita finlandês Teemu Selanne, antigo ídolo da equipe, e o defensor Scott Niedermayer, que se juntava a seu irmão Rob, que atuava no Ducks desde 2003 (e enfrentou Scott como membro do Devils). Os jovens Ryan Getzlaf, Corey Perry e Dustin Penner, antes relegados ao afiliado da liga menor, também eram incorporados ao time. Ainda com o nome Mighty Ducks of Anaheim, o time terminou a temporada regular em sexto lugar no Oeste, classificando-se aos playoffs e mais uma vez surpreendendo, ao eliminar o Calgary Flames na primeira rodada dos playoffs e o Colorado Avalanche na segunda. Mais uma vez o destaque do Ducks foi um goleiro: o russo Ilya Bryzgalov, até então na reserva. O Ducks perdeu as finais de Conferência para o Edmonton Oilers.
Após a temporada, o Ducks trocou o jovem atacante Joffrey Lupul, um dos destaques do time na campanha, pelo defensor Chris Pronger, junto ao Edmonton Oilers. Com uma dupla de defesa formada por Pronger e Niedermayer, o Ducks entrou na temporada 2006-07 como favorito, pela primeira vez em sua história. Com os Samuelis completando a compra da equipe, rebatizaram-na Anaheim Ducks, e trocaram os uniformes em roxo, branco e verde por sóbrios preto e dourado.

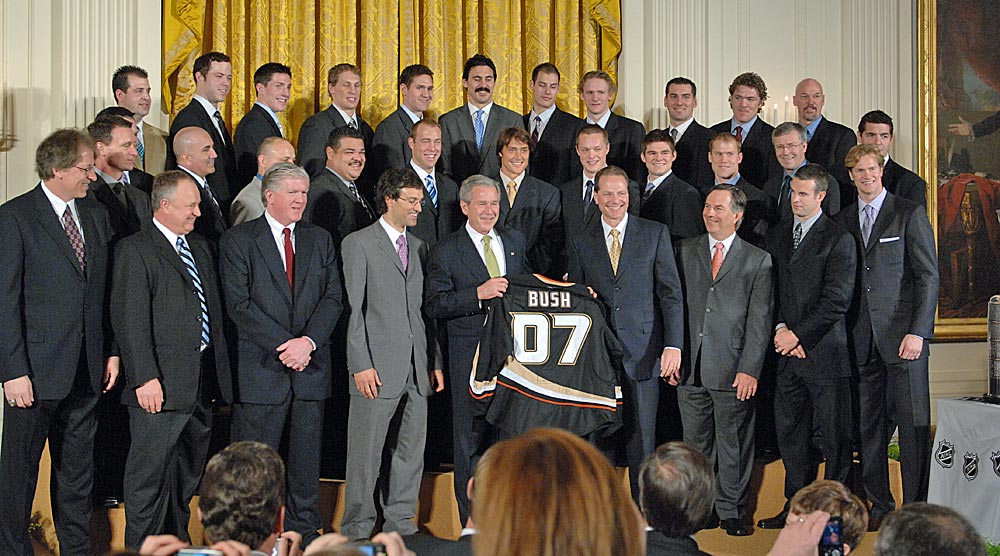
O time campeão em 2007 visita George W. Bush na Casa Branca

Em 9 de novembro de 2006 o Ducks goleou o Vancouver Canucks por 6-0 e chegou a um recorde de 12 vitórias, nenhuma derrota em tempo regulamentar e quatro derrotas em prorrogação/pênaltis. A vitória estabeleceu um recorde na NHL por permanecer sem derrota em tempo regulamentar pelos primeiros 16 jogos da temporada, encobrindo a marca estabelecida pelo Edmonton Oilers na temporada 1983-84. O Ducks perdeu por 3-0 no jogo seguinte contra o Calgary Flames, quebrando a sequência. Em 16 de janeiro de 2007, o Ducks disputou o 1000º jogo de temporada regular da franquia, e em 11 de março, o Duck assinalou o 1000º ponto da franquia com uma vitória por 4-2 sobre o Vancouver Canucks, o que melhorou sua marca geral para 423 vitórias, 444 derrotas e 155 empates/derrotas na prorrogação/pênaltis. Em 7 de abril, o Ducks conquistou o título da Divisão do Pacífico pela primeira vez na história da franquia, e terminou em segundo lugar geral no Oeste. Nos playoffs, derrotou o Minnesota Wild em cinco jogos, o Vancouver Canucks em cinco jogos e o Detroit Red Wings em seis jogos, conquistando pela segunda vez em sua história o título da Conferência Oeste. Em 6 de junho, o Ducks derrotou o Ottawa Senators no Honda Center, finalizando a série final em cinco jogos e conquistando pela primeira vez a Copa Stanley. O defensor e capitão do time Scott Niedermayer foi eleito o Jogador Mais Valioso das finais, ganhando seu primeiro Troféu Conn Smythe. O Ducks foi a primeira equipe da Costa Oeste desde o Victoria Cougars em 1925 a conquistar a Copa Stanley.
Na temporada 2007-08, o Ducks desapontou ao terminar com 47 vitórias, em 4º no Oeste. Ele foi eliminado na primeira rodada dos playoffs em seis jogos pelo Dallas Stars.
Depois de um começo ruim na temporada 2008-09, o Ducks classificou-se aos playoffs nas últimas rodadas, terminando em oitavo na Conferência Oeste. Independentemente disso, o Ducks derrotou em seis jogos seu rival doméstico, San Jose Sharks, então campeão do Troféu dos Presidentes, na primeira rodada dos playoffs. Na segunda rodada, o Ducks foi eliminado pelo Detroit Red Wings em sete jogos.
Após uma temporada fraca em 2009-10, o Ducks conseguiu voltar aos playoffs em 2011, perdendo para o Nashville Predators na primeira rodada. Mais uma temporada improdutiva se seguiu, mas na encurtada temporada 2012-13, o Ducks fechou em segundo no Oeste com mais um título do Pacífico. Nos playoffs, perdeu disputada série de sete jogos para o Red Wings, no sexto encontro entre as equipes nos playoffs e último antes da reorganização que devolverá o Red Wings para a Conferência Leste.
Em 2014, o Ducks voltou a vencer o Pacífico, desta vez como melhor equipe do oeste. Após bater o Dallas Stars, enfrentou pela primeira vez nos playoffs seus rivais do sul da Califórnia, o Los Angeles Kings. Apesar de em certo ponto a equipe de Anaheim liderar a série por 3-2, o Kings -- que se consagraria bicampeão da Copa Stanley naquele ano -- derrotou o Ducks no Honda Center por 6-2 no jogo 7.
2015 viu o Ducks novamente liderar o Oeste com um título do Pacífico. Após varrer o Winnipeg Jets na primeira rodada, bateum o Calgary Flames na semifinal do Oeste para voltar às finais de conferência pela primeira vez desde a vitoriosa campanha de 2007. Novamente o Ducks foi batido em sete jogos com o decisivo em Anaheim, dessa vez para o Chicago Blackhawks, que assim como o Kings seguiria para o título da NHL.